# Nodaria arcuata
Nodaria arcuata là một loài bướm đêm trong họ Noctuidae.